# Anne Brontë
Anne Brontë (Thornton, 17. siječnja 1820. – Scarborough, 28. svibnja 1849.) je engleska književnica i pjesnikinja, najmlađa iz literarne obitelji Brontë.

## Život
Anne je rođena u selu Thornton, u pokrajini Yorkshire kao najmlađa i zadnja od šestero djece 17. siječnja 1820. Njezina majka Maria Branwell Brontë preminula je od raka 1821., godinu dana poslije, nakon što se njezina obitelj preselila u Haworth. Dok je bila dijete njezine dvije najstarije sestre Maria i Elizabeth preminule su od tuberkuloze i nakon toga mnogo je pisano o tome kako su ti tragični događaji utjecali na njen život i život njezinih sestara Charlotte i Emily, kao i na njihovo pisanje. Annine pjesme izdane su, zajedno s onima njenih sestara, 1846. pod pseudonimom "Acton Bell". 
Kratko nakon smrti brata Branwella i sestre Emily na zimu 1848., Anne je umrla u Scarboroughu 28. svibnja 1849. Pokopana je u Dvorištu Sv. Mary.

## Djela pod pseudonimom "Acton Bell"
- Agnes Grey - izdano 1847.
- Stanarka napuštene kuće (eng. The Tenant of Wildfell Hall) - izdan 1848.

## Vanjske poveznice
- Stanarka napuštene kuće na hrvatskom jeziku
- (engl.) Website of the Brontë Parsonage Museum in Haworth
- (engl.) Anne Brontë – The Scarborough Connection
- (engl.) Truth – the Tenant of Wildfell Hall fanlisting
- (engl.) Anne Bronte - Local to Scarborough

### Sestrinski projekti
|  | Wikicitati imaju zbirke citata o temi Anne Brontë |